# Casima
Casima è una frazione di 61 abitanti del comune svizzero di Castel San Pietro, nel Canton Ticino (distretto di Mendrisio).

## Storia

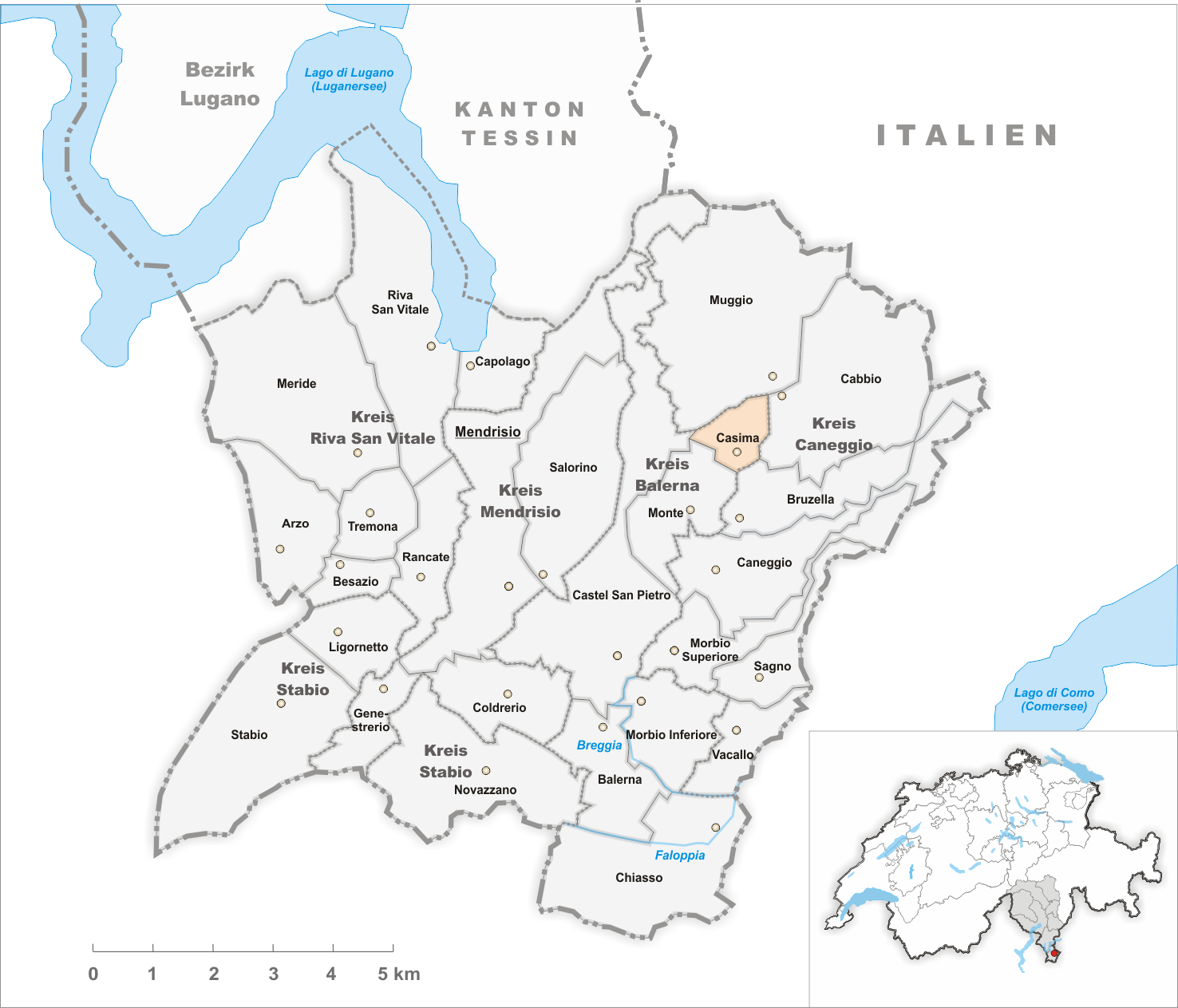
Il territorio del comune di Casima prima degli accorpamenti comunali del 2004

Già comune autonomo istituito nel 1805 per scorproro da comune di Cabbio e che si estendeva per 1,00 km², il 4 aprile 2004 è stato accorpato al comune di Castel San Pietro assieme all'altro comune soppresso di Monte e alla località di Campora.

## Monumenti e luoghi d'interesse
- Chiesa parrocchiale dell'Addolorata e di San Carlo, attestata dal 1619[1];
- Diverse tombe di epoca romana[senza fonte].

## Società

### Evoluzione demografica
L'evoluzione demografica è riportata nella seguente tabella:
Abitanti censiti

## Amministrazione
Ogni famiglia originaria del luogo fa parte del cosiddetto comune patriziale e ha la responsabilità della manutenzione di ogni bene ricadente all'interno dei confini della frazione.